# Hopea treubii
Hopea treubii är en tvåhjärtbladig växtart som beskrevs av Georg Christoph Heim. Hopea treubii ingår i släktet Hopea och familjen Dipterocarpaceae. Inga underarter finns listade i Catalogue of Life.